# Contee del Nuovo Brunswick
Le contee sono la suddivisione della provincia canadese del Nuovo Brunswick. Sin dal 1966 la loro funzione è essenzialmente di suddivisioni giudiziarie, oltre ad essere espressione dell'identità locale. Prima di quell'anno le contee erano il livello più alto del sistema di tre livelli di suddivisione della provincia, sotto al quale stavano i livelli di parrocchia e quello di municipalità, la sola suddivisione che rimane ancora oggi.

## Lista
- Albert, formata nel 1845 da parte della Contea di Westmorland (Hopewell Cape) e una piccola parte di quella di Saint John
- Carleton, formata nel 1833 da parte della Contea di York (Woodstock)
- Charlotte, una delle 8 contee originarie (St. Andrews)
- Gloucester, formata nel 1826 da parte della Contea di Northumberland (Bathurst)
- Kent, formata nel 1814 da parte della Contea di Northumberland (Richibucto)
- Kings, una delle 8 contee originarie (Hampton)
- Madawaska, formata nel 1873 da parte della Contea di Victoria (Edmundston)
- Northumberland, una delle 8 contee originarie (Newcastle, ora parte di Miramichi)
- Queens, una delle 8 contee originarie (Gagetown)
- Restigouche, formata nel 1837 da parte della Contea di Gloucester (Dalhousie)
- Saint John, una delle 8 contee originarie (Saint John)
- Sunbury,  una delle 8 contee originarie (Burton)
- Victoria, formata nel 1837 da parte della Contea di Carleton (Perth-Andover)
- Westmorland, una delle 8 contee originarie (Dorchester)
- York, una delle 8 contee originarie (Fredericton)